# Diodora namibiensis
Diodora namibiensis is een slakkensoort uit de familie van de Fissurellidae. De wetenschappelijke naam van de soort is voor het eerst geldig gepubliceerd in 2011 door Poppe, Tagaro & Sarino.